# Liceistes i «Cruzados»
Liceistas y Cruzados (Liceistes i «Cruzados», en català normatiu) és una comèdia en dos actes, en vers i en el català que ara es parla, original de Serafí Pitarra (pseudònim de Frederic Soler), i d'Enric Carreras (un altre pseudònim del mateix Soler), estrenada al Teatro de Variedades de Barcelona la nit del 7 d'agost de 1865.
La trama de l'obra recull la rivalitat encesa entre els assidus al Teatre Principal, o de la Santa Creu, —els «cruzados»—, i els del Liceu —o «liceistes»—, tots dos a la Rambla de Barcelona, que representaven opcions més tradicional o bé més moderna i renovadora, respectivament. L'obra mostra així l'agitació i la passió teatral a la Barcelona del segle xix, un context en el qual les opcions teatrals de més èxit són les que el mateix Frederic Soler representa. La caracterització dels personatges, d'altra banda, construeix uns tipus pròxims a la commedia dell'arte que accentuen la comicitat de les situacions, en una paròdia brillant, pròpia del teatre de Pitarra.

## Repartiment de l'estrena
- Dolores, filla de Don Ambrós: Francisca Soler.
- Rita, serventa de Don Ambrós: Fermina Vilches.
- Don Ambrós, pare de Dolores, principalista; és a dir, defensor del teatre Principal: Lleó Fontova.
- Don Ricardo, pretendent de Dolores, correspost: Josep Clucellas.
- Don Lluís, pretendent de Dolores, no correspost. Es fa passar per principalista, per enganyar a Don Ambrós i aconseguir la mà de Dolores, però realment és liceista: Joan Bertran.
- Senyor Lluneta, principalista, sord i extorner: Ferran Puiguriguer.
- Jaume, mosso dels banys: Miquel Llimona.
- Romança, jove liceista; és a dir, defensor del teatre del Liceu: Enric Puig.
- Don Paco, liceista: Lluís Garcia.
- Principalista 1r: Bigorria
- Principalista 2n: Maleras
- Mossos 1r i 2n: ?
- Liceistes, "Cruzados", mossos, senyores, curiosos

## Reposicions
Ja en el segle xxi, l'obra ha estat representada novament. Així, per exemple, l'any 2014 es va posar en escena al TNC, adaptada i dirigida per Jordi Prat i Coll, amb la direcció musical i el piano d'Andreu Gallén. En el repartiment d'actrius i actors figuren Anna Moliner, Berta Giraut, Pep Sais, Jordi Banacolocha, Francesc Ferrer, Pau Vinyals, Jordi Vidal, Camilo Garcia i Oriol Guinart.

## Edicions
- 2ª ed.: Antoni López, editor. Llibreria Espanyola. Barcelona s.a.